# Tapinoma orthocephalum
Tapinoma orthocephalum är en myrart som beskrevs av Hermann Stitz 1934. Tapinoma orthocephalum ingår i släktet Tapinoma och familjen myror. Inga underarter finns listade i Catalogue of Life.